# Cobblers Cove
Die Cobblers Cove ist eine kleine Bucht an der Nordküste Südgeorgiens. Sie stellt einen Ankerplatz 800 m westlich der Einfahrt zur Bucht Godthul dar.
Wissenschaftler der britischen Discovery Investigations kartierten sie 1929 und benannten sie als Pleasant Cove. Diese Benennung setzte sich nicht durch. Der South Georgia Survey berichtete zwischen 1951 und 1952 davon, dass die Bucht als Skomaker Hullet (norwegisch für Schuhmacherbucht) bekannt sei. Namensgeber sei ein norwegischer Kanonier gewiesen, der hier in dichtem Nebel geankert habe und vormals ein Schuhmacher gewesen sei. Die Benennung wurde 1956 ins Englische übertragen und ist seither in dieser Form etabliert.